# تپه مقابل قلندر
تپه مقابل قلندر در شهرستان سقز، بخش سرا، روستای قلندر واقع شده و این اثر در تاریخ ۲۵ اسفند ۱۳۸۰ با شمارهٔ ثبت ۵۰۹۵ به‌عنوان یکی از آثار ملی ایران به ثبت رسیده است.